# Lappland (Schiff)
Die Lappland war ein in Dänemark für eine norwegische Reederei gebautes Frachtschiff, das im Zweiten Weltkrieg noch nicht ganz fertiggestellt in deutsche Hand fiel und dann von der Kriegsmarine als Transportschiff eingesetzt wurde. Im Verlauf der Verwundeten- und Flüchtlingstransporte über die Ostsee 1945 brachte es rund 35.000 Menschen nach Westen. Das Schiff überstand den Krieg und wurde seinen ursprünglich vorgesehenen Eignern zurückgegeben, die es 1946 unter dem neuen Namen Høegh Silverbeam in Dienst stellten. 1958 wurde es nach Italien verkauft und schließlich 1974 abgewrackt.

## Bau und technische Daten
Das Motorschiff wurde im November 1938 von der Reederei Leif Høegh & Co. in Oslo bei Burmeister & Wain Maskin- og Skibsbyggeri in Kopenhagen bestellt, aber erst 1940 mit der Baunummer 653 auf Kiel gelegt. Der Stapellauf als Høegh Silvermann erfolgte, kriegsbedingt, erst im August 1941. Das Schiff war 141,9 m über alles bzw. 135,4 m zwischen den Loten lang und 17,8 m breit, hatte 8,8 m Tiefgang und war mit 7707 BRT und 4729 NRT vermessen. Die Tragfähigkeit betrug 10.550 tdw. Ein doppelt wirkender Fünf-Zylinder-Zweitakt-Schiffsdiesel von Burmeister & Wain mit 4450 Brake Horsepower PS ermöglichte über eine Schraube eine Marschgeschwindigkeit von 14 Knoten.

### Zweiter Weltkrieg
Im November 1941 beschlagnahmte die deutsche Besatzungsbehörde Dänemarks das noch nicht ganz fertige Schiff und übergab es der Kriegsmarine, die es fertigstellen ließ. Die Ablieferung erfolgte im August 1942. Das nunmehr Lappland genannte Schiff wurde dem Norddeutschen Lloyd (NDL) als Betreiber überantwortet und fuhr als Transporter für die Kriegsmarine, bis Juli 1944 mehrheitlich im Pendeldienst zwischen Häfen in Deutschland und Dänemark und dem besetzten Norwegen, um Truppen und Nachschub nach Norwegen zu bringen.
Ab Herbst 1944 fuhr die Lappland dann in der Ostsee, zunächst als Transporter für die im Baltikum zurückweichenden Heerestruppen. So evakuierte sie, gemeinsam mit vier weiteren Transportern und drei Kriegsmarine-Schiffen, bereits Ende Oktober 1944 deutsche Truppen der eingeschlossenen Heeresgruppe Kurland von Libau nach Pillau. Weitere Evakuierungsfahrten von Libau nach Gotenhafen oder Pillau folgten in schneller Folge im November und Dezember, meist gemeinsam mit den Transportschiffen Donau, Mar del Plata und Cometa und gesichert durch Boote der 3. Minensuchflottille und das Torpedoboot T 3. Ab Januar 1945 war die Lappland, unter dem Kommando von Kapitän Franz Appel, intensiv bei der Evakuierung von deutschen Verwundeten und Flüchtlingen von Pillau und Gotenhafen nach Westen beteiligt. Auf insgesamt sechs Fahrten brachte sie 34.233 Menschen in Sicherheit:
- Am 26. Januar brachte sie rund 4000 Menschen von Pillau zunächst nach Danzig-Neufahrwasser und dann am 28. Januar weiter nach Westen.[3]
- Am 30. März lief sie mit etwa 5000 Flüchtlingen an Bord von Hela nach Kopenhagen, wo sie am 1. April eintraf.
- Am 12. April war sie bereits wieder in Pillau, wo sie wieder eine ähnliche Anzahl von Flüchtlingen an Bord nahm und diese dann (im Geleitzug mit der Robert Bornhofen, der Urundi und der Osnabrück), am 15. April in Dänemark an Land setzte.
- Am 21. April verließ sie Hela mit rund 7700 Flüchtlingen und traf am 23. April in Kopenhagen ein. Wegen Brennstoffmangel waren keine weiteren Fahrten möglich.

### Nachkriegsjahre
Das Schiff wurde im Mai 1945 in Kopenhagen Kriegsbeute der Alliierten und wurde zur Reparatur und Neuausstattung auf die Werft von Burmeister & Wain verlegt. Nach Fertigstellung wurde es im August 1946 von der „Skibs-A/S Abaco, Aruba, Astrea & Noruega“, Tochterfirma der Leif Høegh & Co., mit dem neuen Namen Høegh Silverbeam in Dienst gestellt. Es verkehrte zwischen Westeuropa, Nord- und Mittelamerika, Afrika und dem Nahen Osten. Im Juli 1958 wurde es an die „Spedizione Italiane Marittime Terrestri“ („Spimar“) in Genua verkauft und in Zenobia Martini Secondo umbenannt, 1961 dann in Zenobia Martini (IMO-Nummer 5398426). Das Schiff wurde 1973 ausgemustert und im August 1973 nach La Spezia überführt, wo das Abwracken am 20. April 1974 begann.